# Enrico Sardi
Celeste Enrico Sardi (né le 1er avril 1891 à Gênes en Ligurie, et mort le 4 juillet 1969 à Tarente dans les Pouilles) est un joueur de football international italien, qui évoluait au poste de milieu de terrain et d'attaquant, avant de devenir entraîneur.
Surnommé Sardi II, ses frères, Sereno (surnommé Sardi I) et Giusto (surnommé Sardi III) étaient également footballeurs.

## Biographie

### Carrière de joueur

#### Carrière en sélection
Avec l'équipe d'Italie, il joue 7 matchs (pour 4 buts inscrits) entre 1912 et 1920.
Il reçoit sa première sélection en équipe nationale le 29 juin 1912 contre la Finlande et sa dernière le 31 août 1920 face à la Norvège. 
Il figure dans le groupe des sélectionnés lors des Jeux olympiques de 1912 et de 1920. Il joue deux matchs lors du tournoi olympique de 1912 puis trois rencontres lors du tournoi olympique de 1920.

## Palmarès
Il est champion d'Italie avec le Genoa CFC à trois reprises en 1915, en 1923 et en 1924.